# Contea di Lamu
La contea di Lamu è una della 47 contee del Kenya, situata nell'ex provincia Costiera.